# Aurel Milloss
Aurel Miholy Milloss (Ozora, 12 maggio 1906 – Roma, 21 settembre 1988) è stato un danzatore, coreografo, attore e regista ungherese naturalizzato italiano.

## Biografia

### Gli esordi
Nasce da nobile famiglia ad Ozora - Uzdin (Újozora), nella regione ungherese del Banato, che diventerà parte della Serbia nel 1919. Appassionato di tutte le arti, coltiva gli studi di filosofia, danza, musica e arte drammatica a Budapest. Inizia studi regolari di danza soltanto nel 1925 a Berlino, dove si iscrive alla scuola di Hertha Feist, un'allieva di Rudolf von Laban. Tra il 1913 e il 1926 segue corsi di danza accademica con Nicola Guerra, Elena Pol'jakova e Olga Preobrajenska. Tra il 1927 e il 1928 è allievo di Enrico Cecchetti in Italia.
Nel 1928 si diploma alla scuola della Feist e in seguito all'Istituto Coreografico diretto dallo stesso Laban, e tiene un primo importante recital alla galleria d'arte berlinese “Der Sturm”.
Tra il 1928 e il 1932 è solista nella compagnia dello Staatsoper di Berlino diretta da Max Terpis. Segue classi di tecnica accademica con Victor Gzovskij. È inoltre danzatore e assistente coreografo a Hagen, Duisburg-Hamborn/Bochum, Breslavia.
Nel 1932 crea la sua prima coreografia per il Teatro di Stato di Breslavia: H. M. S. Royal Oak.
Tra il 1932 e il 1934 è coreografo, direttore del ballo e danzatore per il Teatro di Stato di Augusta, per due stagioni. Inizia a creare proprie versioni di balletti del repertorio diaghileviano. Un suo Petruška debutta al Magyar Királyi Operaház di Budapest nel 1933.
È scritturato per due stagioni dal 1934 come coreografo, direttore del ballo e danzatore nel Teatro dell'Opera di Düsseldorf. Nel dicembre 1935 fugge dalla Germania nazista.
Dal 1936 è assistente coreografo del regista di teatro drammatico Antal Németh al Teatro Nemzéti di Budapest. Apre inoltre una sua scuola di danza. Entra in contatto con Béla Bartók e inizia a lavorare su Il mandarino meraviglioso. Lo stesso anno debutta in Italia al Teatro San Carlo di Napoli accanto a Bianca Gallizia. Negli anni seguenti, si impegnerà a risollevare le sorti della Scuola di Danza del San Carlo di Napoli (1937) e dell'Opera di Roma, dove diviene coreografo, direttore del ballo e primo ballerino per sette stagioni (1938-1945).

### La carriera in Italia
Nel 1941 debutta a Roma una sua versione de La sagra della primavera, e a Milano de Il mandarino meraviglioso nel 1942. Compie inoltre tournée in Germania e a Vienna tra aprile e ottobre.
Diviene coreografo al Teatro alla Scala di Milano tra il 1946 e il 1947. Negli stessi anni è coreografo ospite per i Ballets des Champs-Élysées a Parigi. Debuttano due suoi balletti su musiche di Petrassi: Follia di Orlando e Ritratto di Don Chisciotte (1947).
È coreografo ospite a Roma, Buenos Aires, Venezia, Madrid, Stoccolma, Firenze. Il suo Orpheus, su musica di Igor' Fëdorovič Stravinskij debutta in “prima europea”, assieme a Marsia, su musica di Luigi Dallapiccola, al Festival di musica contemporanea della Biennale di Venezia al Teatro La Fenice nel (1948). Successivamente è coreografo ospite a Firenze, Venezia, Roma, Milano e per il Grand Ballet du Marquis de Cuevas. Realizza Ballata senza musica (1950) e Mystères su musica di Béla Bartók (1951), nonché, l'anno seguente al Teatro alla Scala, Riflessi nell'oblio su musiche di Ottorino Respighi.

Alla fine di uno spettacolo Ivana Gattei e Aurel Milloss

Nel 1953 fonda a San Paolo del Brasile la compagnia Ballet do IV Centenário in occasione dei festeggiamenti del IV Centenario della Città di San Paolo del Brasile e chiama la danzatrice italiana Lia Dell'Ara, cui aveva affidato di interpretare i balletti Il figliol prodigo di Prokof'ev-Milloss, "Ungheria Romantica" di Liszt-Milloss, "Carillon Magico" di Pick Mangiagalli-Millos, "La stella del circo" di Stinco-Milloss, Capricci di Stravinskij-Milloss, Il mandarino meraviglioso, Bartók-Milloss, durante la sua permanenza romana tra il 1940 e il 1945. Lia Dell'Ara in quell'epoca era sotto contratto con il Teatro Sodre di Montevideo, quindi già in Sud America, e di conseguenza accettò immediatamente il ruolo di prima ballerina, pedagoga e assistente coreografa. L'anno seguente Milloss presenta Sonata dell'angoscia a Rio de Janeiro, sempre interpretata da Lia Dell'Ara nel ruolo di Angoscia.
Coreografo ospite a Roma, Firenze e Perugia. Vi allestisce Hungarica su musica di Béla Bartók nel 1956 e Estro arguto su musica di Prokof'ev nel 1957. È inoltre coreografo e direttore del ballo del Teatro Massimo di Palermo per due stagioni.
Nel 1960 acquisisce la cittadinanza italiana. Dallo stesso anno e fino al 1963 è coreografo e direttore del ballo per la Opernhaus di Colonia, dove realizza Waldlungen su musica di Arnold Schönberg, Die Wiederkehr su musica di Roman Vlad e Estro barbarico su musica di Béla Bartók. È anche coreografo ospite per il Teatro dell'Opera di Vienna nel novembre 1962 e per il Théâtre Royal de la Monnaie di Bruxelles nel febbraio 1963.
Tra il 1963 e il 1966 è direttore del ballo alla Staatsoper di Vienna, dove realizza i balletti Deserti su musica di Edgard Varèse e Les Noces su musica di Igor' Fëdorovič Stravinskij. Nei successivi tre anni torna a Roma dove lavora al Teatro dell'Opera. Estri, realizzato con Goffredo Petrassi, debutta al Teatro Caio Melisso di Spoleto nel 1968.
Prosegue la sua attività direttiva a Firenze per il Maggio Musicale Fiorentino, dove nel 1970 realizza Relâche su musica di Erik Satie e Perséphone di Igor' Fëdorovič Stravinskij.
Torna al Teatro dell'Opera di Vienna per altre tre stagioni, e qui debuttano i suoi nuovi balletti Raramente con Silvano Bussotti, Dedalo su musica di Guido Turchi, Per aspera su musica di György Ligeti e Visage con Luciano Berio.
L'11 maggio 1977 va in scena la sua ultima coreografia: La Rivolta di Sisifo, su musica dell'Ottavo Concerto per orchestra di Goffredo Petrassi.

### Regista teatrale
Notevole è inoltre la sua attività come regista di teatro lirico e come pubblicista, con saggi articoli e recensioni. Bibliofilo e uomo di vasta cultura, ha apportato un fondamentale contributo alla redazione delle voci di danza della Enciclopedia dello Spettacolo. Nel 1981 interviene a Fiuggi Terme alla I Conferenza Nazionale sulla Danza con una relazione, rimasta inedita, dal titolo Discorso sull'evoluzione storica del balletto in Italia.

Come ha notato Patrizia Veroli, la principale studiosa di Milloss in Italia, 
A Milloss, fra gli altri, si sono ispirati Ivana Gattei, sua collaboratrice al Teatro dell'Opera di Roma, Lia Dell'Ara e Ugo Dell'Ara, Giuseppe Urbani, Amedeo Amodio e Giancarlo Vantaggio.

## Principali coreografie
- 1933 - Le creature di Prometeo di Ludwig van Beethoven
- 1939 - La Giara di Alfredo Casella
- 1942 - Il mandarino meraviglioso di Béla Bartók
- 1944 - Boléro di Maurice Ravel
- 1947 - La follia di Orlando di Goffredo Petrassi
- 1948 - Marsia di Luigi Dallapiccola
- 1950 - Il principe di legno di Béla Bartók
- 1951 - La soglia del tempo di Béla Bartók
- 1952 - Riflessi nell'oblio su parti delle tre suite di Antiche danze e arie per liuto di Ottorino Respighi, riordinate dal compositore
- 1954 - La sonata dell'angoscia di Béla Bartók
- 1963 - Estro barbarico di Béla Bartók
- 1965 - Deserts di Edgard Varèse
- 1968 - Estri di Goffredo Petrassi
- 1973 - Visage di Luciano Berio
- 1975 - Jeux di Claude Debussy
- 1977 - Rivolta di Sisifo sull'Ottavo Concerto per orchestra di Goffredo Petrassi

## Principali regie
- 1940 - Alceste di Gluck
- 1942 - Wozzeck di Berg
- 1947 - Lady Macbeth nel distretto di Mzensk di Šostakovič
- 1947 - Idomeneo di Mozart (anche coreogr.)
- 1950 - Armida di Lully
- 1957 - Orfeo di Monteverdi
- 1958 - Oedipus rex di Stravinskij
- 1958 - Job di Dallapiccola
- 1968 - Orfeo ed Euridice di Gluck (anche coreogr.)

## Principali scritti
- Coreosofia. Scritti sulla danza, “Linea Veneta”, 16, Fondazione Giorgio Cini, Venezia, 2002